# Hilarie Burton
Hilarie Burton (Sterling, 1. srpnja 1982.) američka je glumica. Najpoznatija je po ulozi Peyton Sawyer u TV-seriji One Tree Hill. Sudjelovala je MTV-evom šou Total Request Live. Glavne uloge je imala u filmovima Our Very Own, Solstice i The List.

## Rani život
Rođena je 1. srpnja 1982. u Sterlingu,Virginia. Godine 2000. maturirala je u srednjoj školi Park Wiew, a nakon toga je pohađala privatni koledž Fordham University. U srednjoj školi bila je predsjednica učeničkog vijeća (1999. – 2000.), a godinu prije potpredsjednica.

## Karijera
Prvi veliki korak u karijeri bilo je gostovanje u MTV-evom TV šou Total Request Live. Zatim je dobila malu ulogu u seriji Dawson's Creek, te ulogu Peyton Sawyer u seriji One Tree Hill. Gostovala je u Western komediji Hey Dude. Prvu filmsku ulogu je ostvarila u Our Very Own. Pomoću te uloge je s Allison Janney, Jasonom Ritterom i Cheryl Hines osvojila nagradu na Sarasota Film Festivalu. Nakon toga je bila nominirana za nagradu Independent Spirit. Godine 2008. glumila je jednu od glavnih uloga u filmu The List. Glumila je Deborah Owens, majku Lily Owens. Film je napravljen prema romanu iz 2002. Produkcija je počela 7. siječnja 2008. u Lumbertonu.

## Filmografija

### Filmovi
| Godina | Film                       | Uloga          |
| ------ | -------------------------- | -------------- |
| 2005.  | Our Very Own               | Bobbie Chester |
| 2007.  | Normal Adolescent Behavior | Ryan           |
| 2007.  | Solstice                   | Alicia         |
| 2008.  | The List                   | Jo Johnston    |
| 2008.  | The Secret Life of Bees    | Deborah Owens  |
| 2010.  | Provinces of Night         | Hazel          |

### Televizija
| Godina        | Šou                | Uloga             | Bilješke              |
| ------------- | ------------------ | ----------------- | --------------------- |
| 2000. – 2003. | Total Request Live | Herself           |                       |
| 2002.         | Dawson's Creek     | Female VJ         | Sezona 5., Epizoda 19 |
| 2003. – 2009. | One Tree Hill      | Peyton Sawyer     |                       |
| 2008.         | Little Britain USA | Lesbian Student 1 | Serija 1, Epizoda 6   |

### Gostovanja
| Godina      | Šou                           | Bilješke                |
| ----------- | ----------------------------- | ----------------------- |
| 2000.       | MTV Video Music Awards 2000   | Voditelj                |
| 2003.       | MTV's Iced Out New Year's Eve | Domaćin                 |
| 2003.       | MTV Does Miami                | Domaćin                 |
| 2003.       | MTV Diary                     | S One Tree Hill ulogama |
| 2003.       | Pepsi Smash                   | Domaćin                 |
| 2005.       | Unscripted                    |                         |
| 2005./2006. | The Tony Danza Show           |                         |